# Māris Bružiks
Māris Bružiks (Pļaviņas, 25 agosto 1962) è un ex triplista lettone, fino al 1991 sovietico.

## Palmarès

### Mondiali indoor
- 1 medaglia[1]:
  - 1 argento (Toronto 1993)

### Europei
- 2 medaglie:
  - 1 argento (Stoccarda 1986[2])
  - 1 bronzo (Helsinki 1994[1])

### Europei indoor
- 2 medaglie:
  - 2 ori (Madrid 1986[2]; Stoccolma 1996[1])